# تساو يو
تساو يو (24 سبتمبر، 1910— 13 ديسمبر، 1996) كاتب مسرحي صيني شهير اسمه الاصلي وان جيا باو ولقبه شي الصغير ولد في اسرة أرستقراطية لأب يكتب الشعر والرواية والمقال.يرجع الفضل الأول في اهتمام تساو يو بالأدب إلى والده. كما يعتبر تساو يو من أبرز الكتاب في القرن العشرين ومن أشهر أعماله المسرحية العاصفة الرعدية 1933 وشروق الشمس (مسرحية) 1936 وأهل بكين عام 1940 ولا زال تأثير تساو يو على المسرح الصيني واضحا فهو علم من اعلام الأدب الصيني.

## مسرحياته
- العاصفة الرعدية 1933
- شروق الشمس (مسرحية) 1936
- التحول 1939
- انا أفكر الآن 1940 وهي ذات فصل واحد وهي مقتبسة عن مسرحية سترة المخمل الحمراء للكاتبة المكسيكية جوزيفين نغلي.
- أهل بكين 1940
- الأسرة (مسرحية) 1942 وهي مقتبسة عن رواية الأسرة للكاتب والروائي الصيني باجين استخدم فيها تساو يو تقنية المونولوج الداخلي الذي لم يك مستخدما في الأدب الصيي من قبل.
- الجسر 1942
- السماء الصافية 1954
- أمير الانتقام 1961
- وانغ تشاو جون 1978

## روابط خارجية
- تساو يو على موقع IMDb (الإنجليزية)
- تساو يو على موقع الموسوعة البريطانية (الإنجليزية)
- تساو يو على موقع قاعدة بيانات الفيلم (الإنجليزية)